# Correspondentietheorie
Een correspondentietheorie, of correspondentietheorie van de waarheid (Engels: correspondence theory of truth), is een filosofische theorie die stelt dat de waarheid van een bewering afhangt van de relatie van die bewering tot de wereld (of: tot de werkelijkheid). Een bewering is waar als deze de werkelijkheid accuraat beschrijft (en dus met de werkelijkheid correspondeert).
De term correspondentietheorie is in de 20e eeuw ontstaan als reactie op de coherentietheorie, of coherentietheorie van de waarheid, die stelt dat de waarheid van een bewering afhangt van zijn relaties tot andere beweringen en niet van zijn relatie tot de werkelijkheid. Het principe is echter al ouder en werd onder andere geformuleerd door Plato en Aristoteles.
Correspondentietheorieën stellen dat beweringen waar zijn als zij corresponderen met een werkelijke stand van zaken, dat wil zeggen: een stand van zaken die zich in de werkelijkheid voordoet. Zij gaan dus uit van een relatie tussen beweringen en de werkelijkheid. De meeste aanhangers van correspondentietheorieën zijn dan ook ontologische realisten. Ontologische realisten menen dat er een onafhankelijke werkelijkheid buiten het bewustzijn, buiten de geest, bestaat. Dit in tegenstelling tot het Duits idealisme, dat meent dat er geen objectieve, onafhankelijke werkelijkheid bestaat buiten de geest.

## Variaties

### Correspondentie alscongruentie
Bertrand Russell stelde dat een bewering waar is als deze een structuur heeft die isomorf is met een stand van zaken in de werkelijkheid. Bijvoorbeeld: de bewering "De kat ligt op de mat" is waar dan en slechts dan als er in (de) werkelijkheid een kat en een mat zijn en de relatie tussen deze kat en deze mat van de aard "liggen op" is. Of, informeel: de bewering "De kat ligt op de mat" is alleen waar als er een kat bestaat en een mat bestaat en deze kat ligt op die mat. Als een van deze dingen ontbreekt (de kat, de mat of de genoemde relatie tussen deze twee) is de bewering onwaar.

### Correspondentie alscorrelatie
John Austin meende dat de waarheid van een bewering niet afhangt van de structuur van deze bewering. Volgens hem is een bewering waar als de betekenis van de bewering, in de taal waarin deze bewering gesteld is, een stand van zaken in de werkelijkheid aanduidt. Hij kijkt dus niet naar de structuur van de bewering (die ten slotte taalkundig van aard is), maar naar de betekenis van de bewering. Deze aanpak is beter geschikt voor beweringen in een natuurlijke (spreek)taal, maar is minder systematisch dan een definitie gebaseerd op structurele isomorfie.

## Kritiek
Het belangrijkste argument in het voordeel van de correspondentietheorie is dat deze overeenkomt met ons intuïtieve idee van waarheid. Toch is er een aantal argumenten tegen het gebruik van een correspondentietheorie om waarheid te noemen:
- Een correspondentietheorie gaat uit van feiten. Dit is een probleem als je waarheid wil definiëren voor zinnen die niet over feiten uit de werkelijkheid gaan. Een voorbeeld van zo'n domein is de ethiek: een correspondentietheorie voor ethische beweringen heeft alleen succes als er ethische of morele feiten zijn. De vraag is of er inderdaad morele feiten bestaan, en zo ja, wat hun status is.
- Correspondentietheorieën zijn, misschien juist omdat ze zo dicht bij de intuïtie liggen, erg triviaal. Ze vertellen ons niets nieuws over het begrip waarheid. Als waarheid inderdaad volledig gedefinieerd kan worden met behulp van een correspondentietheorie, dan is een waarheid blijkbaar niet erg interessant (vanuit theoretisch oogpunt).

Er zijn, met name in de 20e eeuw, dan ook een aantal concurrerende waarheidstheorieën opgesteld, zoals de pragmatische theorie en semantische theorie.